# 伊射奈岐神社 (吹田市佐井寺)
伊射奈岐神社（いざなぎじんじゃ）は、大阪府吹田市にある神社。延喜式神名帳の島下郡の条に「伊射奈岐神社」が二座あり、その一座とされる。なお、もう一座は山田東に位置しイザナミを祀る同名の神社だといわれる。

## 祭神

### 主神
- 伊射奈岐命

### 配祀
- 八幡大神
- 素盞嗚大神

## 歴史
社伝によると、雄略天皇の代に伊勢神宮の斎宮である皇女・倭姫の示教によって岡本豊足彦が五柱の皇大神を奉祀する地を探し求め、付近の小川谷の地に祀ったという。貞観から延喜にかけてイザナミを祀る同名の神社が遷座し、以降は区別するため当社は奥宮と呼ばれるようになった。

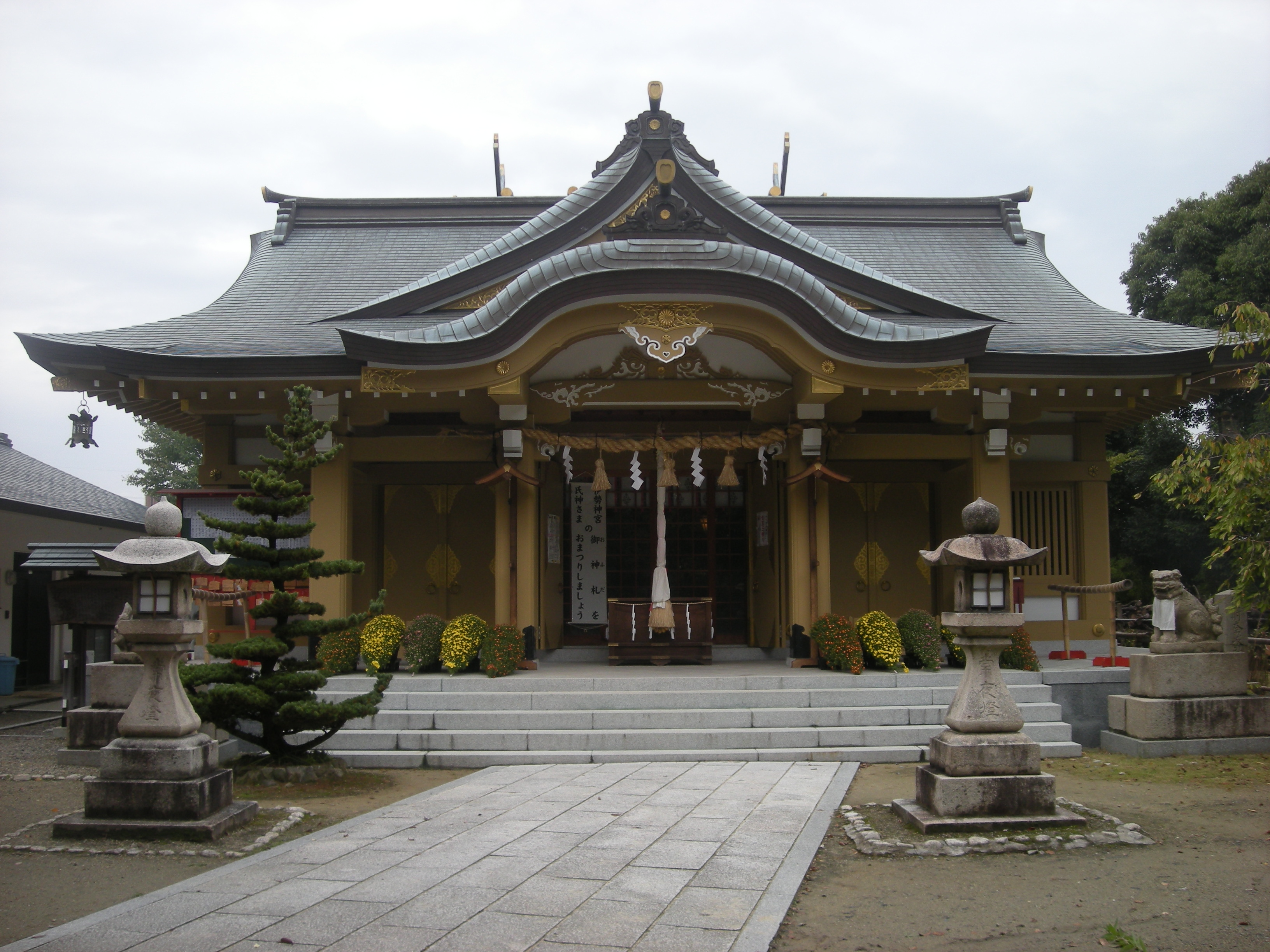
拝殿
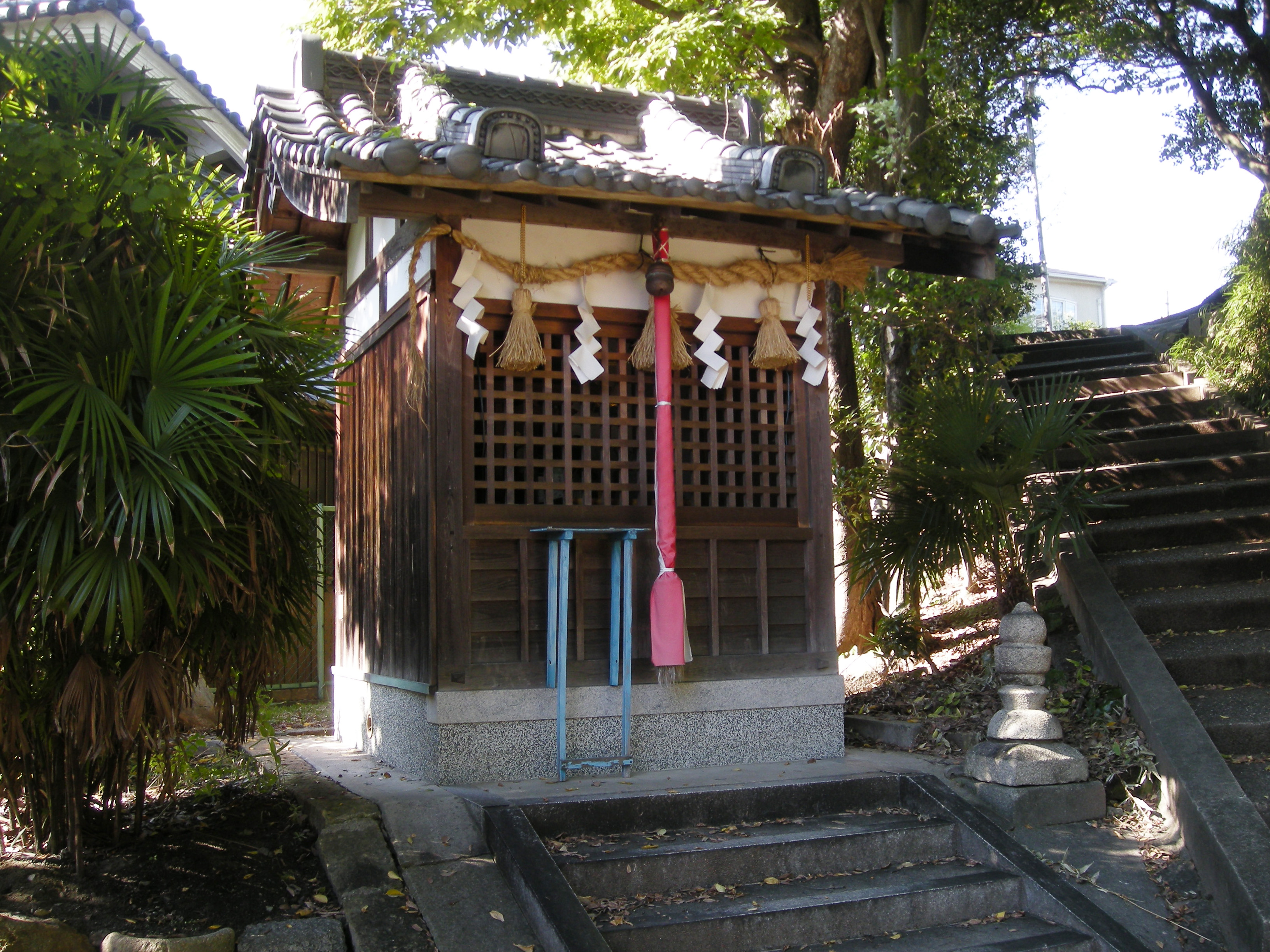
口水神社
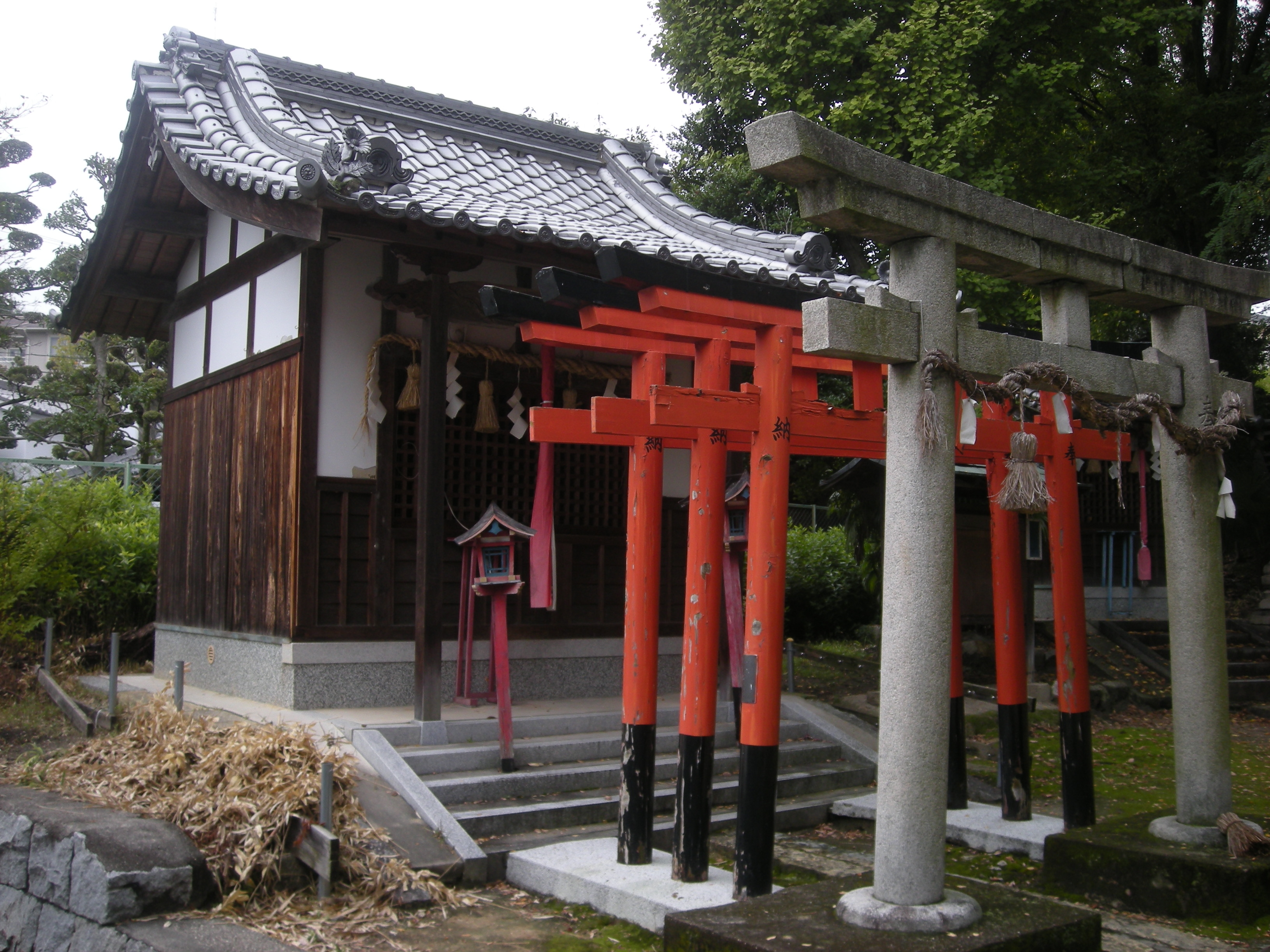
稲荷神社

## アクセス
- 阪急千里線千里山駅から徒歩20分